# Podochela
Podochela is een geslacht van krabben uit de familie van de Inachidae. De wetenschappelijke naam van het geslacht werd voor het eerst geldig gepubliceerd in 1860 door William Stimpson.

## Verspreiding en leefgebied
Deze krabben komen voor in de westelijke Atlantische Oceaan en de Caraïben, van Florida in de Verenigde Staten tot Bahia in Brazilië. Podochela ziesenhennei komt voor in de oostelijke Stille Oceaan, van Mexico tot Ecuador.

## Soorten
Volgens het World Register of Marine Species behoren volgende soorten tot dit geslacht:
- Podochela brasiliensis Coelho, 1972
- Podochela curvirostris (A. Milne-Edwards, 1879)
- Podochela grossipes Stimpson, 1860
- Podochela lamelligera (Stimpson, 1871)
- Podochela macrodera Stimpson, 1860
- Podochela riisei Stimpson, 1860
- Podochela ziesenhennei Garth, 1940